# بيت قطران (الرجم)

تعديل مصدري - تعديل

بيت قطران هي إحدى قرى عزلة الجرادي بمديرية الرجم التابعة لمحافظة المحويت، بلغ تعداد سكانها 223 نسمة حسب تعداد اليمن لعام 2004.